# Dames
Pour les articles homonymes, voir Dames (homonymie).
« Jeu de dames » redirige ici.  Pour la série télévisée, voir Jeu de dames (série télévisée). Pour le film, voir Jeux de dames.
Les dames ou le jeu de dames est un jeu de société combinatoire abstrait pour deux joueurs. Le terme désigne le jeu de dames international mais parfois aussi d'autres jeux, comme les jeux de dames anglaises, brésiliennes, canadien, russes, etc.

## Histoire
Le jeu de dames est issu du transfert, au XIVe siècle en Europe, de l'alquerque de douze sur un échiquier de 64 cases.
Ce sont les Arabes, au Moyen Âge, qui introduisirent l'alquerque dans la Péninsule Ibérique. Ce jeu, appelé aussi « marelle de douze », aux règles très proches de celles du jeu de dames, était déjà joué dans l'Égypte antique, vers 1500 av. J.-C..
Une fois établi sur un damier à soixante-quatre cases, le jeu diffusa en France, en Angleterre, en Pologne, etc. Une littérature apparaît en Espagne aux XVIe et XVIIe siècles chez des auteurs comme Lorenzo Valls, Juan de Timoneda, Juan García Canalejas et Antonio de Torquemada.
L'actuel jeu sur cent cases, peut-être apparu en Hollande au XVIIe siècle, est signalé en France au début du XVIIIe siècle sous la dénomination de jeu de dames « à la polonaise ». Qualificatif servant à le distinguer du jeu d'origine et à en souligner le côté original.
C'est en France et à partir de 1770 que cette variante acquiert ses lettres de noblesse grâce aux livres de Manoury qui en vulgarise la richesse combinatoire. Encadré depuis par une importante littérature, et par sa pratique régulière au sein de clubs, appelés « damiers », le jeu s'est imposé comme un des grands jeux de réflexion et sports de l'esprit. La Fédération mondiale, fondée en 1947, regroupe aujourd'hui soixante-dix-sept nations, issues des cinq continents.

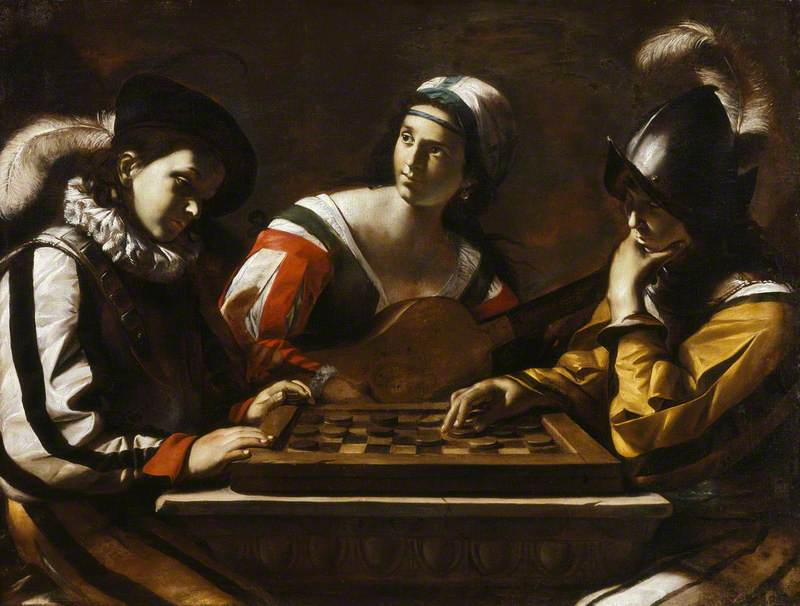
Italie, ca. 1635.
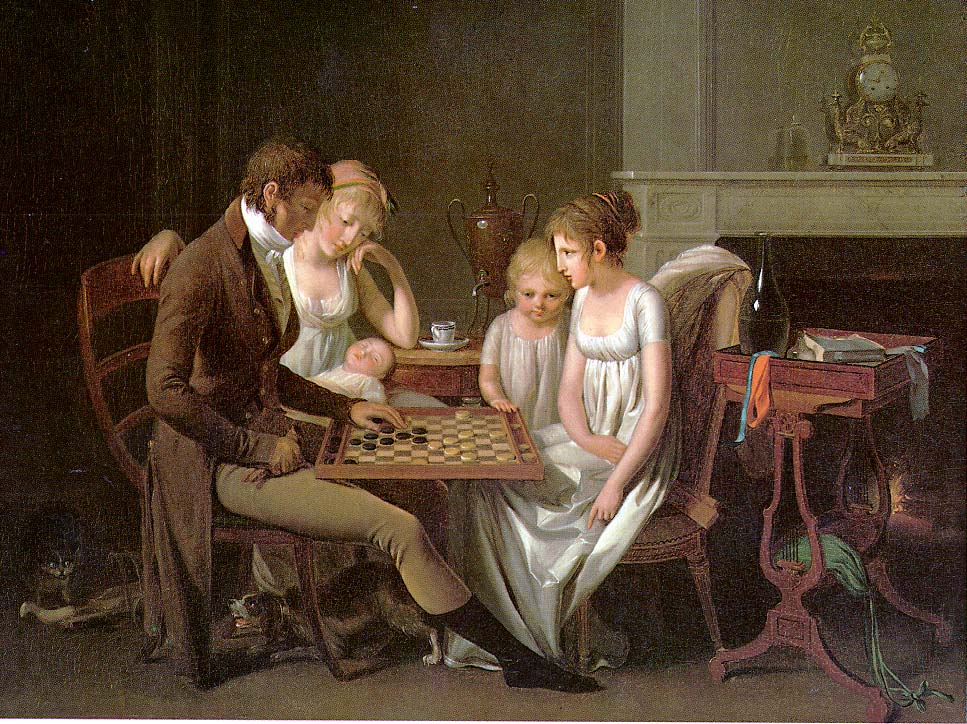
France, 1803.
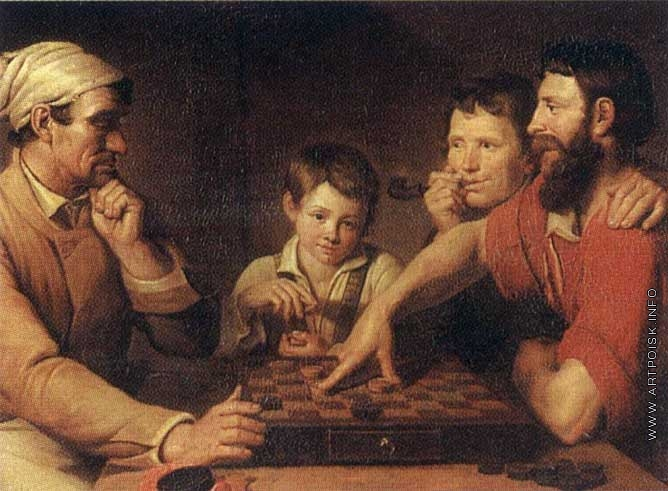
Russie, 1824.
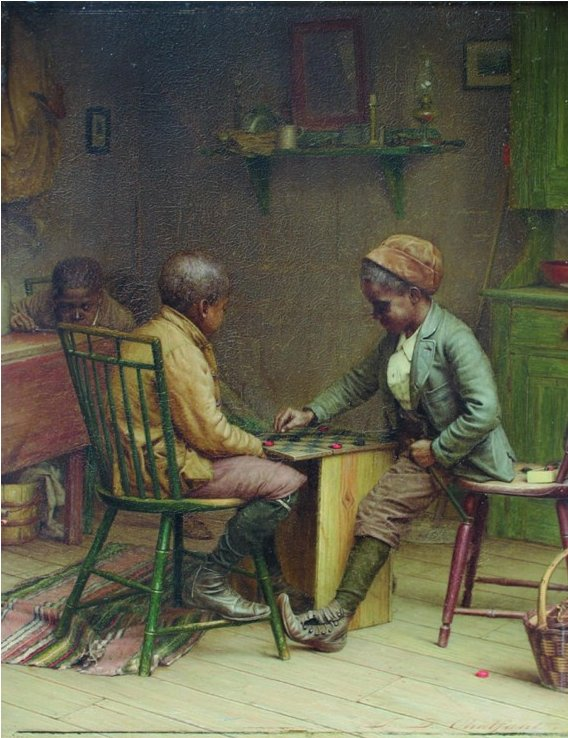
États-Unis, 1895.
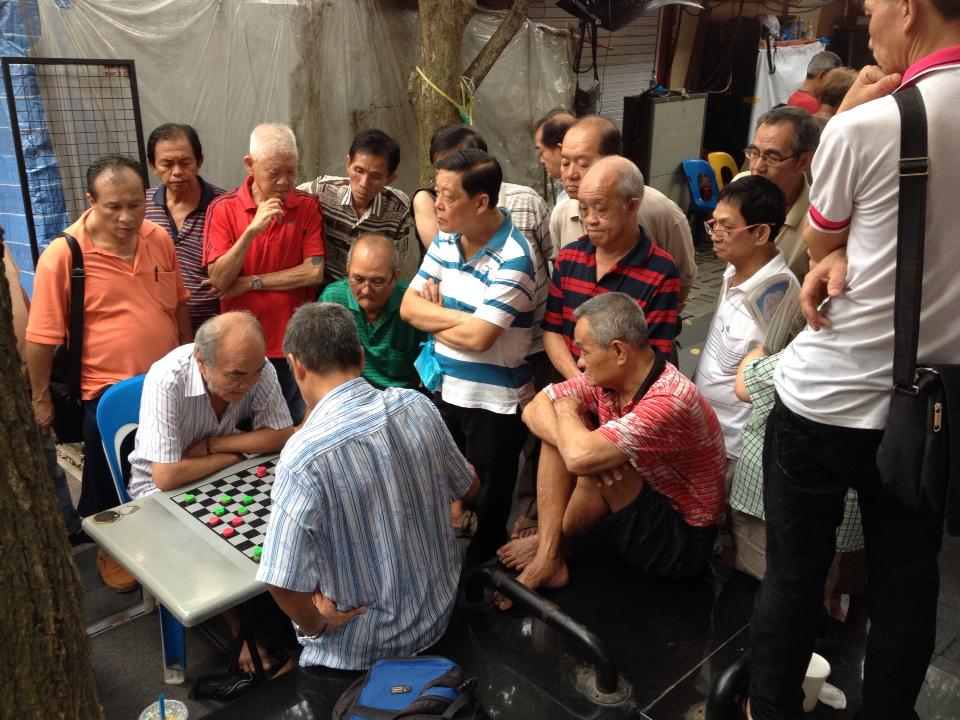
Singapour, 2013.
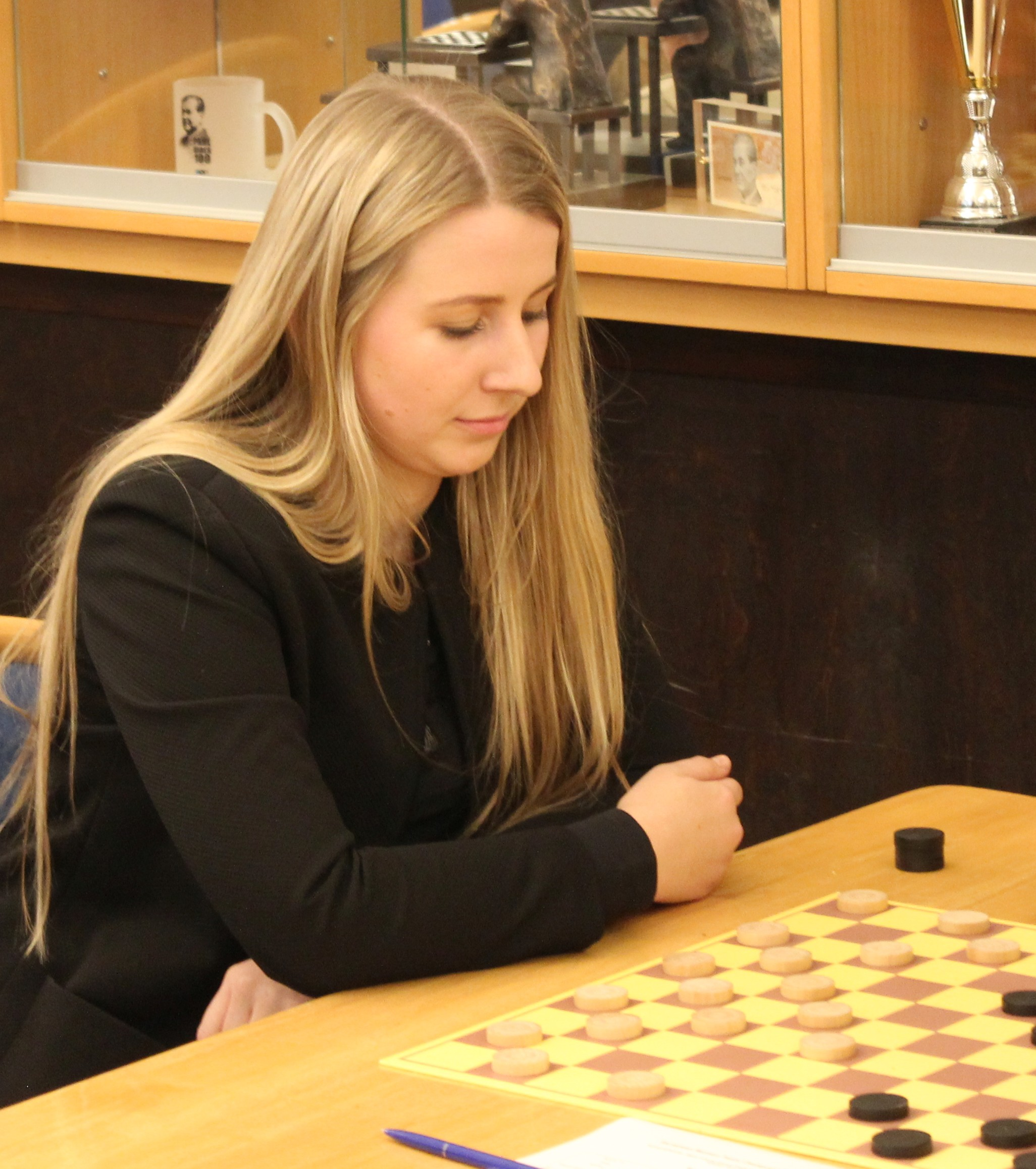
Estonie, 2016.
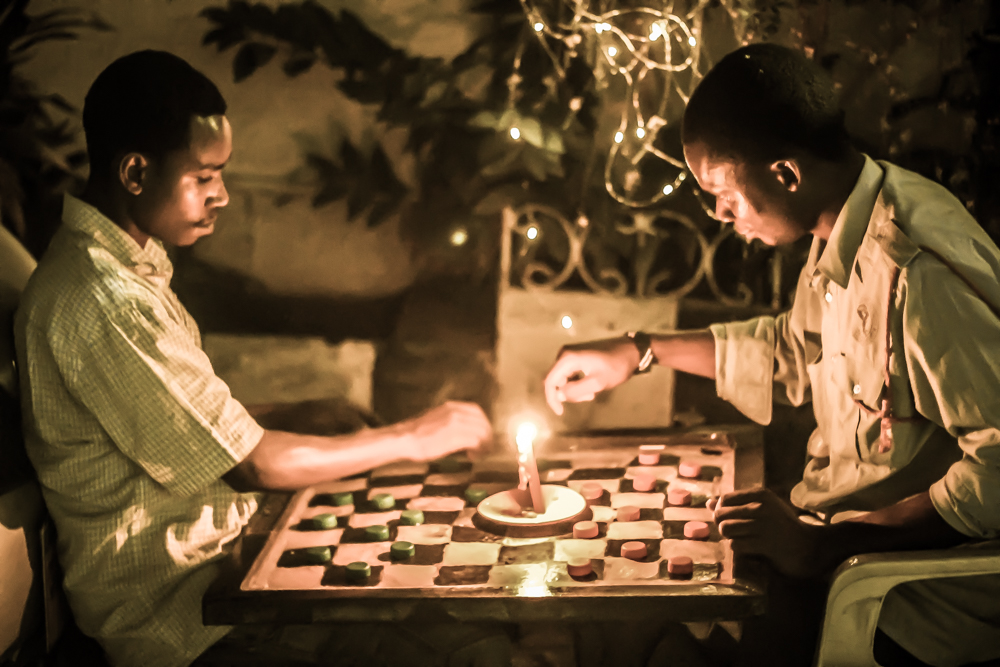
Tanzanie, 2019.

## Règles
|                                    | |    |    |    |    |    |    |    |    |
|                                    | \| \| \| \| \| \| \| \| \| \| \| \| \| \| \| \| \| \| \| \| \| \| \| \| \| \| \| \| \| \| \| \| \| \| \| \| \| \| \| \| \| \| \| \| \| \| \| \| \| \| \| \| \| \| \| \| \| \| \| \| \| \| \| \| \| \| \| \| \| \| \| \| \| \| \| \| \| \| \| \| \| \| \| \| \| \| \| \| \| \| \| \| \| \| \| \| \| \| \| \| \| \| \| \| \| \| \| \| \| \| |    |    |    |    |    |    |    |    |
|                                    | |    |    |    |    |    |    |    |    |
| Position initiale du jeu de dames. | |    |    |    |    |    |    |    |    |
|                                    | 1 |    | 2  |    | 3  |    | 4  |    | 5  |
| 6                                  | | 7  |    | 8  |    | 9  |    | 10 |    |
|                                    | 11 |    | 12 |    | 13 |    | 14 |    | 15 |
| 16                                 | | 17 |    | 18 |    | 19 |    | 20 |    |
|                                    | 21 |    | 22 |    | 23 |    | 24 |    | 25 |
| 26                                 | | 27 |    | 28 |    | 29 |    | 30 |    |
|                                    | 31 |    | 32 |    | 33 |    | 34 |    | 35 |
| 36                                 | | 37 |    | 38 |    | 39 |    | 40 |    |
|                                    | 41 |    | 42 |    | 43 |    | 44 |    | 45 |
| 46                                 | | 47 |    | 48 |    | 49 |    | 50 |    |

### But du jeu
Capturer ou immobiliser les pièces de son adversaire.

### Matériel

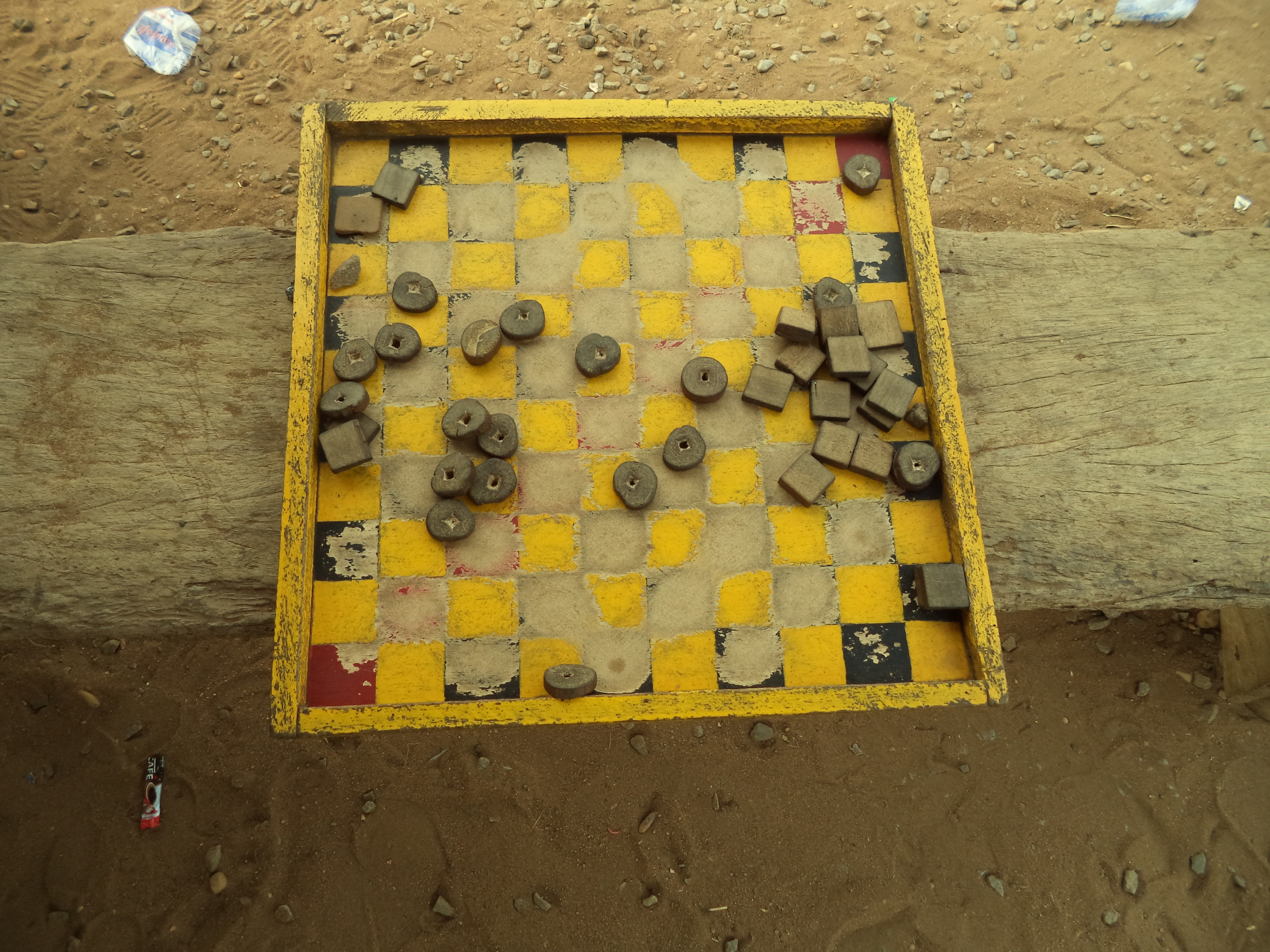
Pions et damier sur un banc au Togo.

- un damier ; le damier classique à cent cases est un tablier de 10 cases sur 10 de deux couleurs alternées, une claire et une sombre, ou alors avec des couleurs différentes
- deux équipes de 20 pions.

Certaines variantes de ce jeu utilisent des damiers de 64 cases (8 sur 8) et 144 cases (12 sur 12).

### Préparation
Le damier est disposé de sorte que la case en bas à gauche soit de la couleur foncée.
Chaque joueur place ses pions sur les cases de couleur foncée. Avant le début d'une partie, il y a donc deux rangées au milieu du damier qui sont vides et séparent les deux camps.
Ce sont les Blancs qui commencent la partie.

### Règles du jeu international

#### La notation Manoury

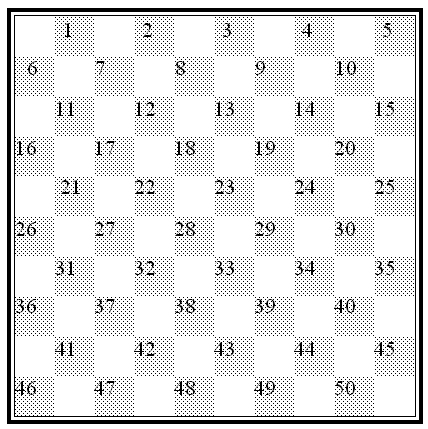
Notation Manoury.

Afin de représenter les coups joués, et ainsi de noter une partie, les cases utilisées du damier sont numérotées de 1 à 50. En partant du côté des Noirs, on numérote de gauche à droite, et de haut en bas.
Un tiret « - » représente un déplacement simple et une croix « x » ou « × » représente une prise. Les mouvements des Noirs sont indiqués entre parenthèses. Exemple : les Blancs jouent 26-21, les Noirs prennent (17x26). Comme aux échecs, on peut annoter un bon coup d'un point d'exclamation et un mauvais d'un point d'interrogation.

#### Le déplacement
- Les pions se déplacent sur les diagonales, du joueur vers le joueur adverse. Ils ne se déplacent que d'une case à la fois sauf lorsqu'il y a une prise.
- Les dames se déplacent également sur les diagonales, d'autant de cases qu'elles le souhaitent du moment qu'aucune pièce n'est sur sa trajectoire.

#### La prise
- La prise est obligatoire et s'effectue aussi bien vers l'avant que vers l'arrière[9].
- Lorsqu'une case voisine sur la diagonale est occupée par un pion du joueur adverse, et qu'il y a une case libre derrière, ce pion doit être sauté. Il est ainsi pris et supprimé du jeu. On retrouve ce mécanisme de prise également dans un jeu traditionnel népalais, le Bagh Chal.
- Le pion déplacé peut capturer plusieurs pions à partir du moment où il peut être posé sur le damier entre deux prises.
- La dame prend comme un pion mais peut sauter plusieurs cases vides. Une dame peut changer de direction si une nouvelle prise est possible.
- Une prise peut s'effectuer vers l'avant ou vers l'arrière. La prise majoritaire est obligatoire, c'est-à-dire que si les deux options sont possibles, on doit prendre trois pions de préférence à deux dames (en revanche, en cas d'égalité numérique, on peut choisir la prise à effectuer).
- Un même pion ne peut pas être pris plusieurs fois au cours d'une même rafle.
- Il est interdit d'enlever les pions pris au fur et à mesure pendant une rafle : ils doivent impérativement être tous pris à la fin.

|                                                                         | |    |    |    |    |    |    |    |    |
|                                                                         | \| \| \| \| \| \| \| \| \| \| \| \| \| \| \| \| \| \| \| \| \| \| \| \| \| \| \| \| \| \| \| \| \| \| \| \| \| \| \| \| \| \| \| \| \| \| \| \| \| \| \| \| \| \| \| \| \| \| \| \| \| \| \| \| \| \| \| \| \| \| \| \| \| \| \| \| \| \| \| \| \| \| \| \| \| \| \| \| \| \| \| \| \| \| \| \| \| \| \| \| \| \| \| \| \| \| \| \| \| \| |    |    |    |    |    |    |    |    |
|                                                                         | |    |    |    |    |    |    |    |    |
| Les Noirs doivent prendre 4 pions par la rafle (35 x 19 x 32 x 43 x 34) | |    |    |    |    |    |    |    |    |
|                                                                         | 1 |    | 2  |    | 3  |    | 4  |    | 5  |
| 6                                                                       | | 7  |    | 8  |    | 9  |    | 10 |    |
|                                                                         | 11 |    | 12 |    | 13 |    | 14 |    | 15 |
| 16                                                                      | | 17 |    | 18 |    | 19 |    | 20 |    |
|                                                                         | 21 |    | 22 |    | 23 |    | 24 |    | 25 |
| 26                                                                      | | 27 |    | 28 |    | 29 |    | 30 |    |
|                                                                         | 31 |    | 32 |    | 33 |    | 34 |    | 35 |
| 36                                                                      | | 37 |    | 38 |    | 39 |    | 40 |    |
|                                                                         | 41 |    | 42 |    | 43 |    | 44 |    | 45 |
| 46                                                                      | | 47 |    | 48 |    | 49 |    | 50 |    |

|                                                                         | |    |    |    |    |    |    |    |    |
|                                                                         | \| \| \| \| \| \| \| \| \| \| \| \| \| \| \| \| \| \| \| \| \| \| \| \| \| \| \| \| \| \| \| \| \| \| \| \| \| \| \| \| \| \| \| \| \| \| \| \| \| \| \| \| \| \| \| \| \| \| \| \| \| \| \| \| \| \| \| \| \| \| \| \| \| \| \| \| \| \| \| \| \| \| \| \| \| \| \| \| \| \| \| \| \| \| \| \| \| \| \| \| \| \| \| \| \| \| \| \| \| \| |    |    |    |    |    |    |    |    |
|                                                                         | |    |    |    |    |    |    |    |    |
| Les Noirs doivent prendre 4 pions par la rafle (35 x 19 x 32 x 43 x 34) | |    |    |    |    |    |    |    |    |
|                                                                         | 1 |    | 2  |    | 3  |    | 4  |    | 5  |
| 6                                                                       | | 7  |    | 8  |    | 9  |    | 10 |    |
|                                                                         | 11 |    | 12 |    | 13 |    | 14 |    | 15 |
| 16                                                                      | | 17 |    | 18 |    | 19 |    | 20 |    |
|                                                                         | 21 |    | 22 |    | 23 |    | 24 |    | 25 |
| 26                                                                      | | 27 |    | 28 |    | 29 |    | 30 |    |
|                                                                         | 31 |    | 32 |    | 33 |    | 34 |    | 35 |
| 36                                                                      | | 37 |    | 38 |    | 39 |    | 40 |    |
|                                                                         | 41 |    | 42 |    | 43 |    | 44 |    | 45 |
| 46                                                                      | | 47 |    | 48 |    | 49 |    | 50 |    |

|                                                                         | |    |    |    |    |    |    |    |    |
|                                                                         | \| \| \| \| \| \| \| \| \| \| \| \| \| \| \| \| \| \| \| \| \| \| \| \| \| \| \| \| \| \| \| \| \| \| \| \| \| \| \| \| \| \| \| \| \| \| \| \| \| \| \| \| \| \| \| \| \| \| \| \| \| \| \| \| \| \| \| \| \| \| \| \| \| \| \| \| \| \| \| \| \| \| \| \| \| \| \| \| \| \| \| \| \| \| \| \| \| \| \| \| \| \| \| \| \| \| \| \| \| \| |    |    |    |    |    |    |    |    |
|                                                                         | |    |    |    |    |    |    |    |    |
| Les Noirs doivent prendre 4 pions par la rafle (35 x 19 x 32 x 43 x 34) | |    |    |    |    |    |    |    |    |
|                                                                         | 1 |    | 2  |    | 3  |    | 4  |    | 5  |
| 6                                                                       | | 7  |    | 8  |    | 9  |    | 10 |    |
|                                                                         | 11 |    | 12 |    | 13 |    | 14 |    | 15 |
| 16                                                                      | | 17 |    | 18 |    | 19 |    | 20 |    |
|                                                                         | 21 |    | 22 |    | 23 |    | 24 |    | 25 |
| 26                                                                      | | 27 |    | 28 |    | 29 |    | 30 |    |
|                                                                         | 31 |    | 32 |    | 33 |    | 34 |    | 35 |
| 36                                                                      | | 37 |    | 38 |    | 39 |    | 40 |    |
|                                                                         | 41 |    | 42 |    | 43 |    | 44 |    | 45 |
| 46                                                                      | | 47 |    | 48 |    | 49 |    | 50 |    |

|                                                                         | |    |    |    |    |    |    |    |    |
|                                                                         | \| \| \| \| \| \| \| \| \| \| \| \| \| \| \| \| \| \| \| \| \| \| \| \| \| \| \| \| \| \| \| \| \| \| \| \| \| \| \| \| \| \| \| \| \| \| \| \| \| \| \| \| \| \| \| \| \| \| \| \| \| \| \| \| \| \| \| \| \| \| \| \| \| \| \| \| \| \| \| \| \| \| \| \| \| \| \| \| \| \| \| \| \| \| \| \| \| \| \| \| \| \| \| \| \| \| \| \| \| \| |    |    |    |    |    |    |    |    |
|                                                                         | |    |    |    |    |    |    |    |    |
| Les Noirs doivent prendre 4 pions par la rafle (35 x 19 x 32 x 43 x 34) | |    |    |    |    |    |    |    |    |
|                                                                         | 1 |    | 2  |    | 3  |    | 4  |    | 5  |
| 6                                                                       | | 7  |    | 8  |    | 9  |    | 10 |    |
|                                                                         | 11 |    | 12 |    | 13 |    | 14 |    | 15 |
| 16                                                                      | | 17 |    | 18 |    | 19 |    | 20 |    |
|                                                                         | 21 |    | 22 |    | 23 |    | 24 |    | 25 |
| 26                                                                      | | 27 |    | 28 |    | 29 |    | 30 |    |
|                                                                         | 31 |    | 32 |    | 33 |    | 34 |    | 35 |
| 36                                                                      | | 37 |    | 38 |    | 39 |    | 40 |    |
|                                                                         | 41 |    | 42 |    | 43 |    | 44 |    | 45 |
| 46                                                                      | | 47 |    | 48 |    | 49 |    | 50 |    |

| | |    |    |    |    |    |    |    |    |
| | \| \| \| \| \| \| \| \| \| \| \| \| \| \| \| \| \| \| \| \| \| \| \| \| \| \| \| \| \| \| \| \| \| \| \| \| \| \| \| \| \| \| \| \| \| \| \| \| \| \| \| \| \| \| \| \| \| \| \| \| \| \| \| \| \| \| \| \| \| \| \| \| \| \| \| \| \| \| \| \| \| \| \| \| \| \| \| \| \| \| \| \| \| \| \| \| \| \| \| \| \| \| \| \| \| \| \| \| \| \| |    |    |    |    |    |    |    |    |
| | |    |    |    |    |    |    |    |    |
| À la fin de la rafle, la dame noire ne peut ni capturer le dernier pion blanc ni repasser sur le pion qu'elle a déjà pris. La dame est en prise, les Blancs gagnent par 29x40. | |    |    |    |    |    |    |    |    |
| | 1 |    | 2  |    | 3  |    | 4  |    | 5  |
| 6 | | 7  |    | 8  |    | 9  |    | 10 |    |
| | 11 |    | 12 |    | 13 |    | 14 |    | 15 |
| 16 | | 17 |    | 18 |    | 19 |    | 20 |    |
| | 21 |    | 22 |    | 23 |    | 24 |    | 25 |
| 26 | | 27 |    | 28 |    | 29 |    | 30 |    |
| | 31 |    | 32 |    | 33 |    | 34 |    | 35 |
| 36 | | 37 |    | 38 |    | 39 |    | 40 |    |
| | 41 |    | 42 |    | 43 |    | 44 |    | 45 |
| 46 | | 47 |    | 48 |    | 49 |    | 50 |    |

| | |    |    |    |    |    |    |    |    |
| | \| \| \| \| \| \| \| \| \| \| \| \| \| \| \| \| \| \| \| \| \| \| \| \| \| \| \| \| \| \| \| \| \| \| \| \| \| \| \| \| \| \| \| \| \| \| \| \| \| \| \| \| \| \| \| \| \| \| \| \| \| \| \| \| \| \| \| \| \| \| \| \| \| \| \| \| \| \| \| \| \| \| \| \| \| \| \| \| \| \| \| \| \| \| \| \| \| \| \| \| \| \| \| \| \| \| \| \| \| \| |    |    |    |    |    |    |    |    |
| | |    |    |    |    |    |    |    |    |
| À la fin de la rafle, la dame noire ne peut ni capturer le dernier pion blanc ni repasser sur le pion qu'elle a déjà pris. La dame est en prise, les Blancs gagnent par 29x40. | |    |    |    |    |    |    |    |    |
| | 1 |    | 2  |    | 3  |    | 4  |    | 5  |
| 6 | | 7  |    | 8  |    | 9  |    | 10 |    |
| | 11 |    | 12 |    | 13 |    | 14 |    | 15 |
| 16 | | 17 |    | 18 |    | 19 |    | 20 |    |
| | 21 |    | 22 |    | 23 |    | 24 |    | 25 |
| 26 | | 27 |    | 28 |    | 29 |    | 30 |    |
| | 31 |    | 32 |    | 33 |    | 34 |    | 35 |
| 36 | | 37 |    | 38 |    | 39 |    | 40 |    |
| | 41 |    | 42 |    | 43 |    | 44 |    | 45 |
| 46 | | 47 |    | 48 |    | 49 |    | 50 |    |

| | |    |    |    |    |    |    |    |    |
| | \| \| \| \| \| \| \| \| \| \| \| \| \| \| \| \| \| \| \| \| \| \| \| \| \| \| \| \| \| \| \| \| \| \| \| \| \| \| \| \| \| \| \| \| \| \| \| \| \| \| \| \| \| \| \| \| \| \| \| \| \| \| \| \| \| \| \| \| \| \| \| \| \| \| \| \| \| \| \| \| \| \| \| \| \| \| \| \| \| \| \| \| \| \| \| \| \| \| \| \| \| \| \| \| \| \| \| \| \| \| |    |    |    |    |    |    |    |    |
| | |    |    |    |    |    |    |    |    |
| À la fin de la rafle, la dame noire ne peut ni capturer le dernier pion blanc ni repasser sur le pion qu'elle a déjà pris. La dame est en prise, les Blancs gagnent par 29x40. | |    |    |    |    |    |    |    |    |
| | 1 |    | 2  |    | 3  |    | 4  |    | 5  |
| 6 | | 7  |    | 8  |    | 9  |    | 10 |    |
| | 11 |    | 12 |    | 13 |    | 14 |    | 15 |
| 16 | | 17 |    | 18 |    | 19 |    | 20 |    |
| | 21 |    | 22 |    | 23 |    | 24 |    | 25 |
| 26 | | 27 |    | 28 |    | 29 |    | 30 |    |
| | 31 |    | 32 |    | 33 |    | 34 |    | 35 |
| 36 | | 37 |    | 38 |    | 39 |    | 40 |    |
| | 41 |    | 42 |    | 43 |    | 44 |    | 45 |
| 46 | | 47 |    | 48 |    | 49 |    | 50 |    |

| | |    |    |    |    |    |    |    |    |
| | \| \| \| \| \| \| \| \| \| \| \| \| \| \| \| \| \| \| \| \| \| \| \| \| \| \| \| \| \| \| \| \| \| \| \| \| \| \| \| \| \| \| \| \| \| \| \| \| \| \| \| \| \| \| \| \| \| \| \| \| \| \| \| \| \| \| \| \| \| \| \| \| \| \| \| \| \| \| \| \| \| \| \| \| \| \| \| \| \| \| \| \| \| \| \| \| \| \| \| \| \| \| \| \| \| \| \| \| \| \| |    |    |    |    |    |    |    |    |
| | |    |    |    |    |    |    |    |    |
| À la fin de la rafle, la dame noire ne peut ni capturer le dernier pion blanc ni repasser sur le pion qu'elle a déjà pris. La dame est en prise, les Blancs gagnent par 29x40. | |    |    |    |    |    |    |    |    |
| | 1 |    | 2  |    | 3  |    | 4  |    | 5  |
| 6 | | 7  |    | 8  |    | 9  |    | 10 |    |
| | 11 |    | 12 |    | 13 |    | 14 |    | 15 |
| 16 | | 17 |    | 18 |    | 19 |    | 20 |    |
| | 21 |    | 22 |    | 23 |    | 24 |    | 25 |
| 26 | | 27 |    | 28 |    | 29 |    | 30 |    |
| | 31 |    | 32 |    | 33 |    | 34 |    | 35 |
| 36 | | 37 |    | 38 |    | 39 |    | 40 |    |
| | 41 |    | 42 |    | 43 |    | 44 |    | 45 |
| 46 | | 47 |    | 48 |    | 49 |    | 50 |    |

Composition avec une rafle des Blancs de 6 pions.

La règle du « souffler n'est pas jouer », qui laissait la possibilité aux joueurs de ne pas prendre en contrepartie du sacrifice de la pièce prenante, a été supprimée après des décennies de lutte entre les deux fédérations françaises de jeu de dames, l'une reconnaissant cette règle, l'autre pas. Finalement la fusion s'opéra en 1923 au profit de l'abandon définitif de ce principe. L'expression est néanmoins restée vivante dans le langage courant, qui lui prête des sens métaphoriques divers.

#### La promotion en dame
La promotion a lieu lorsqu'un pion atteint la dernière rangée : celui-ci devient alors automatiquement une dame. Il est d'usage de superposer deux pions pour représenter une dame.
Toutefois, si un pion vient à passer au-dessus de la dernière rangée au cours d'une prise multiple, il ne devient une dame que s'il finit la rafle sur une case de promotion.

#### Fin de la partie
Le joueur a perdu la partie lorsqu'il ne lui reste plus aucune pièce en jeu, ou bien, si c'est à lui de jouer, lorsque toutes ses pièces sont bloquées, c'est-à-dire dans l'impossibilité de prendre ou de se déplacer.
Un joueur peut aussi abandonner la partie s'il estime n'avoir aucune chance de gagner, ni même d'égaliser. C'est très souvent ainsi que s'achève une partie entre joueurs expérimentés.

##### Partie nulle
Il y a partie nulle, ou remise, c'est-à-dire égalité entre les joueurs, lorsqu'un des joueurs la propose à son adversaire et que celui-ci l'accepte.
Dans les parties officielles, l'arbitre veille à l'application des règles suivantes :
Il y a égalité :
- quand la même position des pièces se produit pour la troisième fois, et que c'est au même joueur de jouer ;
- si, durant vingt-cinq coups, aucune prise n'a eu lieu, ni aucun déplacement de pion ;
- si dans une position à une dame contre trois dames, contre deux dames et un pion, ou contre une dame et deux pions, les deux joueurs ont joué chacun seize coups ;
- si dans une position à une dame contre deux dames, ou une dame contre une dame, il n'y a plus de phase de jeu.

## Les variantes nationales
Le jeu de dames autrefois appelé français ou à la polonaise, est aujourd'hui appelé jeu de dames international.
Les règles des jeux dits brésilien et canadien ne diffèrent du jeu international que par la taille du damier.
|                                                | Allemandes | Anglaises | Espagnoles | Internationales | Italiennes | Brésiliennes     | Russes           | Russes           | Canadiennes       |
| Format du damier                               | 8 × 8      | 8 × 8     | 8 × 8      | 10 × 10         | 8 × 8      | 8 × 8            | 8 × 8            | 10 × 8           | 12 × 12           |
| Nombre de pions au début                       | 24         | 24        | 24         | 40              | 24         | 24               | 24               | 30               | 60                |
| Cases utilisées                                | Blanches   | Noires    | Blanches   | Noires          | Noires     | Noires           | Noires           | Noires           | Noires            |
| Case placée à droite du joueur                 | Blanche    | Blanche   | Blanche    | Blanche         | Noires     | Blanche          | Blanche          | Blanche          | Blanche           |
| Premier joueur                                 | Blancs     | Noirs     | Blancs     | Blancs          | Blancs     | Blancs           | Blancs           | Blancs           | Blancs            |
| Prise en arrière pour les pions                | non        | non       | non        | oui             | non        | oui              | oui              | oui              | oui               |
| Déplacements longs de la dame                  | oui        | non       | oui        | oui             | non        | oui              | oui              | oui              | oui               |
| Possibilité de faire dame « en passant »       | non        | non       | non        | non             | non        | non              | oui              | oui              | non               |
| Prise maximale obligatoire                     | non        | non       | oui        | oui             | oui        | oui              | non              | non              | oui               |
| Prise obligatoire du nombre maximum de dames   | non        | non       | oui        | non             | oui        | non              | non              | non              | non               |
| Possibilités en cas de non-respect de la prise |            |           |            |                 |            |                  |                  |                  |                   |
| Souffler                                       | oui        | non       | oui        | non             | non        | non              | non              | non              | non               |
| Forcer                                         | oui        | oui       | oui        | oui             | oui        | oui              | oui              | oui              | oui               |
| Laisser faire                                  | oui        | oui       | oui        | oui             | oui        | oui              | oui              | oui              | oui               |
| Notation                                       | Manoury    | Manoury   | Manoury    | Manoury         | Manoury    | Comme aux échecs | Comme aux échecs | Comme aux échecs | Manoury de 1 à 72 |

D'autres variantes, comme les dames tchèques, ont encore des caractéristiques voisines de celles présentées dans ce tableau. Certaines diffèrent en revanche notablement, comme les dames turques qui ont pour principale particularité que les pions se déplacent selon les rangées et les colonnes et non selon les diagonales, et les dames frisonnes qui autorisent les pions à prendre orthogonalement.

## Vocabulaire
- Remise : équivalent d'un match nul.
- Pièce : un pion ou une dame.

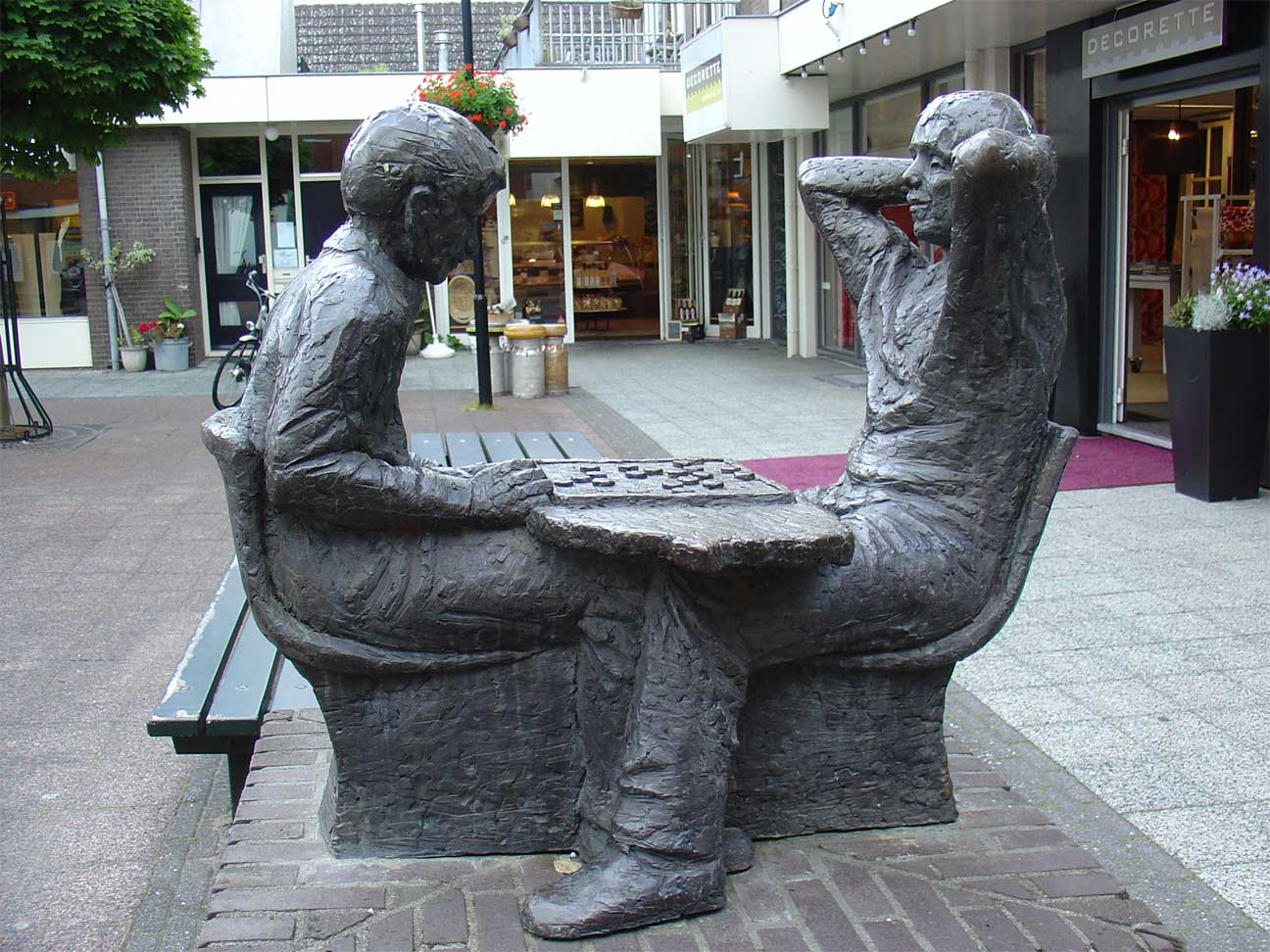
Statues de joueurs de dames à Bergambacht. Sculpteur : Roel Bendijk.

- « Pièce touchée, pièce jouée » : Toutefois, si elle n'a pas encore été lâchée, il est possible de la jouer sur n'importe quelle case où elle est jouable.
- « J'adoube » : à prononcer pour avertir son adversaire qu'on souhaite toucher une ou plusieurs pièces, sans les jouer.
- Pionner : échanger un pion contre un pion, deux contre deux, etc.
- Rafle : succession de prises, de la case de départ à celle d'arrivée.
- Gambit : fait de sacrifier une ou plusieurs pièces volontairement pour obtenir un avantage positionnel.
- Forcing : mouvement introduisant des menaces tactiques qui forcent le coup de l'adversaire.
- Promotion : fait de transformer un pion en dame lorsqu'il termine son mouvement sur une des cases de la dernière rangée.
- Promotion « en passant » (règle propre aux dames russes) : un pion devient une dame même s'il ne fait que passer au-dessus de la dernière rangée lors d'une rafle et que cette rafle n'est pas terminée.
- Souffler (ou souffler n'est pas jouer) : règle qui existait jusqu'au début du XXe siècle qui consistait à ôter du jeu la pièce qui aurait dû prendre. La cause de la non-prise pouvait être volontaire ou non. Elle fut modifiée en prise obligatoire majoritaire dans le jeu international.
- Forcer : le joueur peut forcer l'adversaire à reprendre un coup illégal.
- Laisser faire : un coup illégal est validé dès que l'adversaire a joué son coup sans avoir demandé de rejouer le coup fautif.
- Avoir le trait : se dit du joueur dont c'est le tour de jouer.
- Trait aux Blancs : aux Blancs de jouer.

## Tactique
La tactique joue un grand rôle dans le jeu de dames du fait de la prise obligatoire. L'adversaire doit prendre les pièces qui lui sont offertes, qu'il s'agisse d'un gambit ou de la réalisation d'une combinaison. Dans ce dernier cas, une succession de prises aboutit à une ou plusieurs rafles.
Certains mécanismes présentent un choix dans les prises offertes à l'adversaire, tout en restant avantageux dans les différentes variantes. C'est par exemple le cas dans le coup de croc, le coup de la fourchette, le coup de l'aiguille, etc.
Une combinaison peut mêler des principes élémentaires, par exemple une prise majoritaire, un envoi à dame, un collage, l'exploitation d'un temps de repos, à des mécanismes comme le coup droit, le coup de rappel, le coup de talon, le coup de la trappe, le coup renversé, le coup turc, le coup parallèle pour l'essentiel d'entre eux.
L'analyse des procédés de construction d'une rafle dénombre près de deux cents mécanismes, regroupés en une vingtaine de familles,. Ces possibilités sont notamment exploitées par les problémistes et les meilleurs tacticiens.
Les plus célèbres coups sont aussi des principes de combinaison pouvant se rencontrer dans certains styles de jeu, par exemple le coup royal dans la partie classique, le coup Admiraal dans la partie Roozenburg, etc. Sont très connus également les coups de début de partie (Chiland, Lochtenberg, Dambrun, etc.) et certaines finesses de fin de partie comme la souricière, le coup du marquis, le coup du fondeur de cloches, la finale Scouppe, etc.

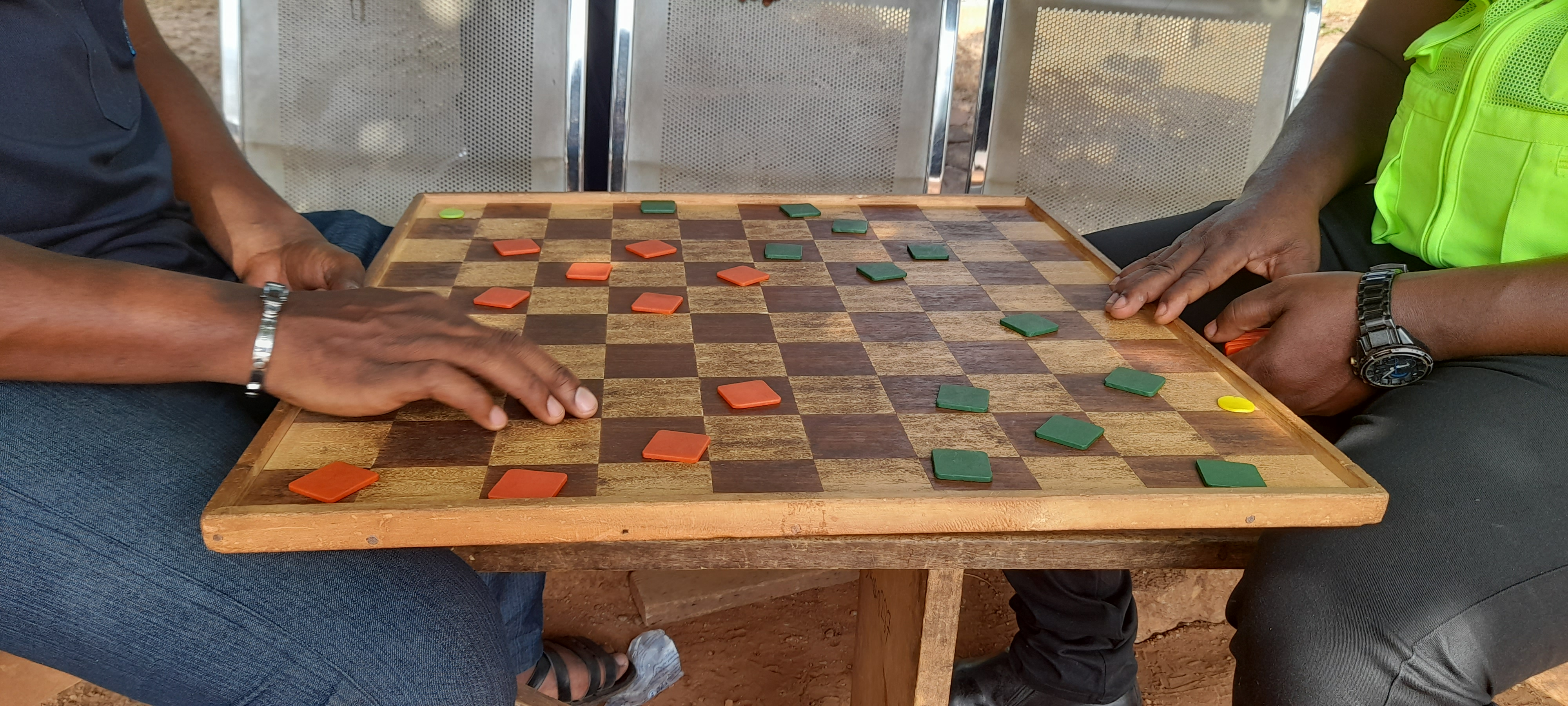
Pratique au Ghana.

De très nombreuses positions offrent l'opportunité de placer une combinaison. D'autant qu'elle peut résulter de l'enchaînement de plusieurs coups.
Quand le dernier mouvement laisse volontairement croire à l’adversaire qu’il peut prendre un avantage, on parle de piège ou de « tenté de faute » comme dans le coup Scheeres.
Enfin, le jeu de dames permet la réalisation de « forcings » c’est-à-dire quand l’adversaire est obligé de jouer un coup qui rend possible une combinaison. Voir l'élémentaire coup du lapin ou le coup de la galerie.
Idéalement, à chaque temps, le joueur doit chercher la possibilité de réaliser un coup, c'est-à-dire de combiner avantageusement. Si ce n'est pas possible, et avant de jouer le meilleur mouvement stratégique, il doit encore examiner quelles vont être les possibilités tactiques de l'adversaire. Cet examen est appelé « le tour d'horizon ».

Exemples de coups : 
- Coup de Jarnac
- Coup de mazette
- Coup royal
- Coup du cheval
- Coup du caméléon

## Compétition
La Fédération mondiale du jeu de dames, regroupant soixante-dix-sept pays, tient à jour le classement international et accorde les titres de maître et grand maître international. Elle organise également les championnats mondiaux.

Pratique du jeu en compétition
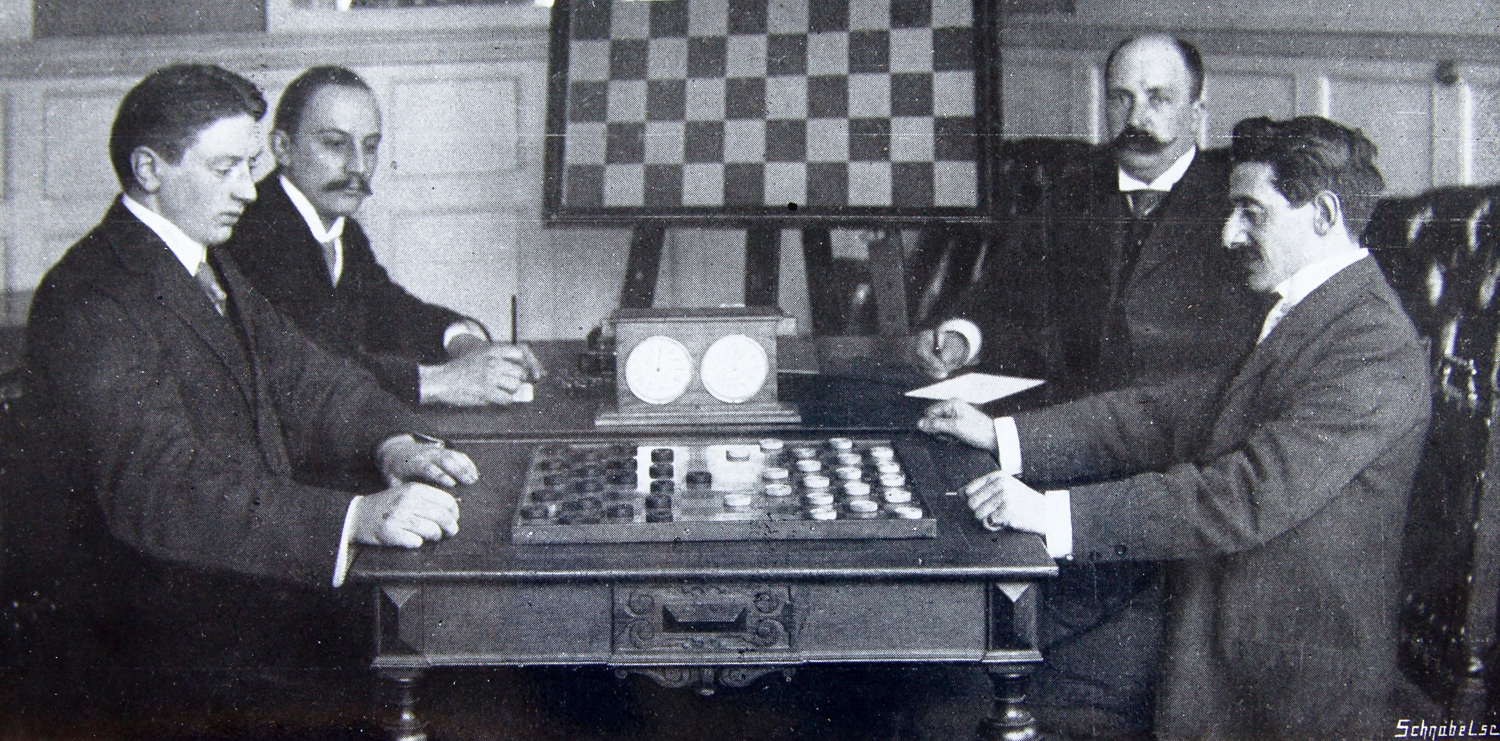
Match Hoogland - Weiss en 1911.
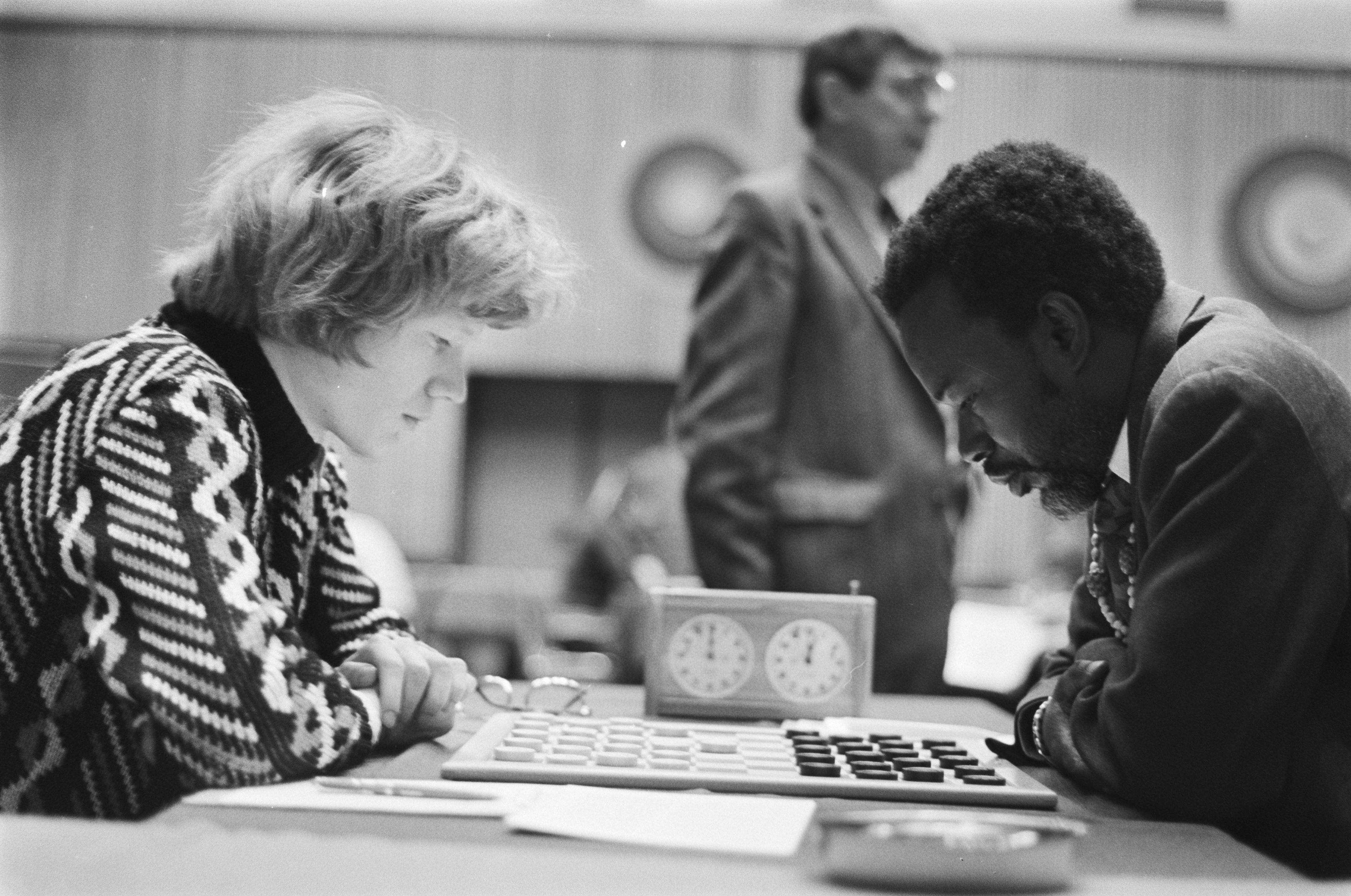
Jansen - Baba Sy en 1977.
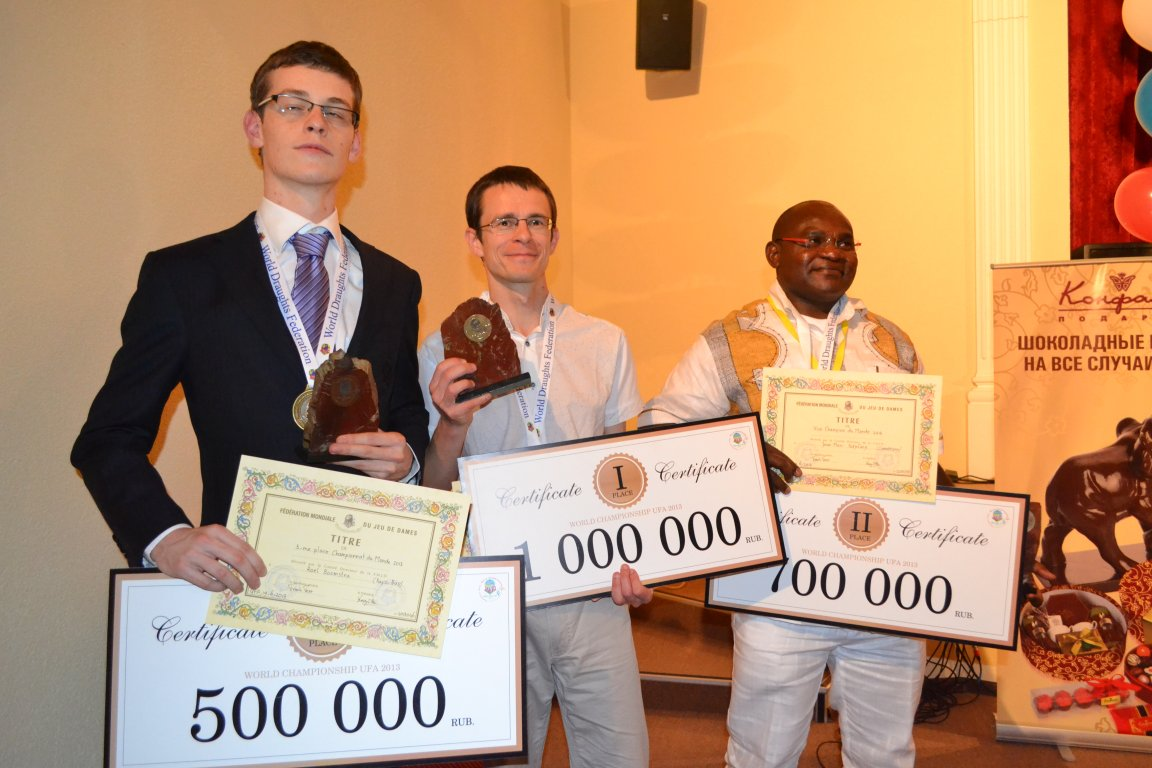
Championnats du monde 2013 Boomstra (3e) - Georgiev (1er) -  Ndjofang (2e).

### Champions et championnes du monde
Le titre suprême sur cent cases et à cadence lente a été conservé en juin 2025 à Yaoundé par le Néerlandais Jan Groenendijk après qu'il l'ait conquis en 2024 dans un match contre l'Ukrainien Youri Anikeev.
Avec eux, ces trente dernières années, ont été champion du monde le Néerlandais Roel Boomstra, les Russes Alexander Schwarzman, Alexander Georgiev, Alexeï Tchijov ainsi que le Letton Guntis Valneris.
Chez les femmes, la championne du monde 2024 est la Néerlandaise d'origine ukrainienne Darya Tkachenko. Elle succède à l’Ukrainienne Viktoria Motritchko. Leurs quatre dernières prédécesseures sont la Iakoute Matrena Nogovitsyna, la Russe Tamara Tansykkuzhina, la Polonaise Natalia Sadowska et la Lettonne Zoja Golubeva.

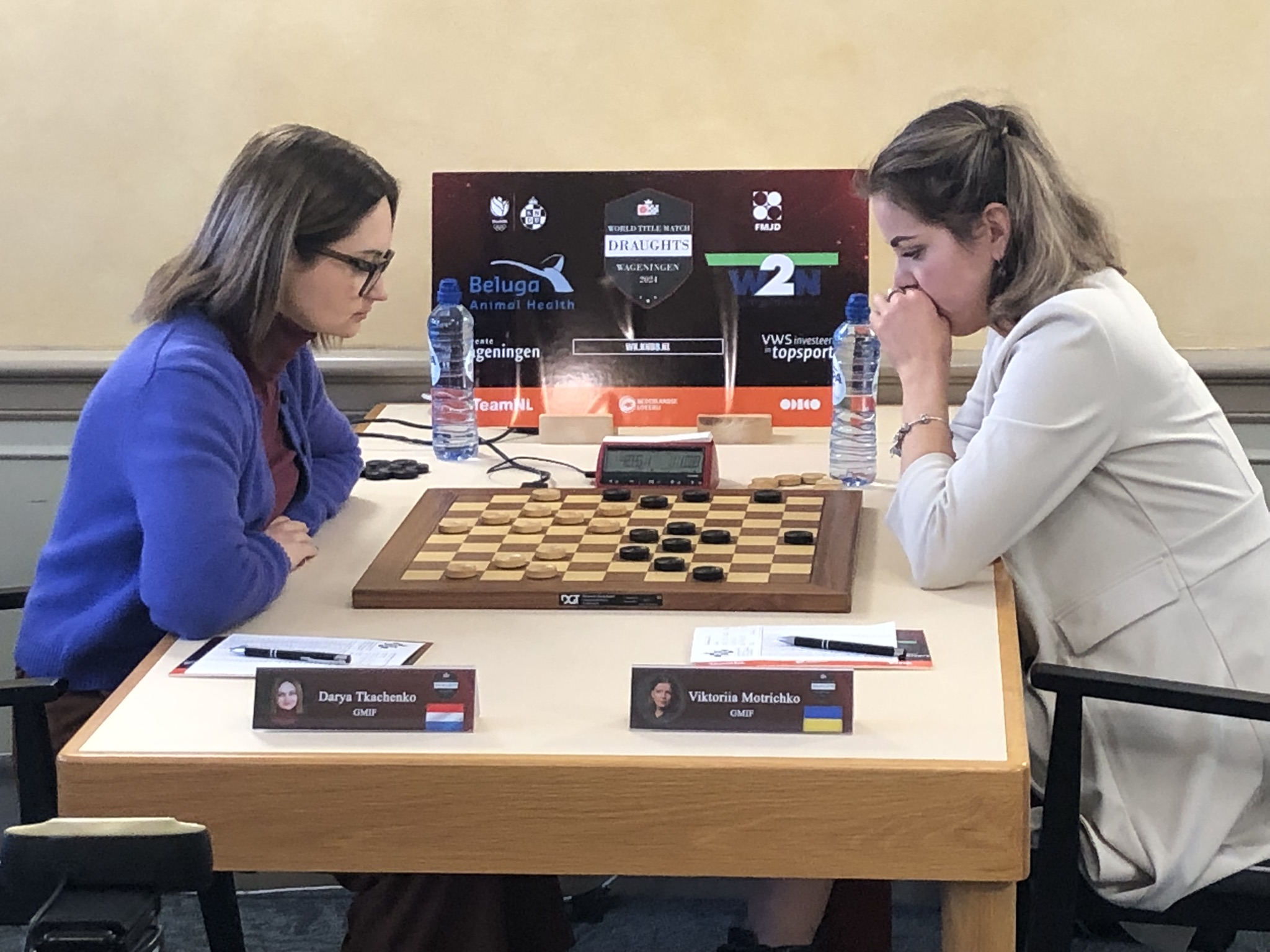
Darya Tkachenko et Viktoria Motritchko.
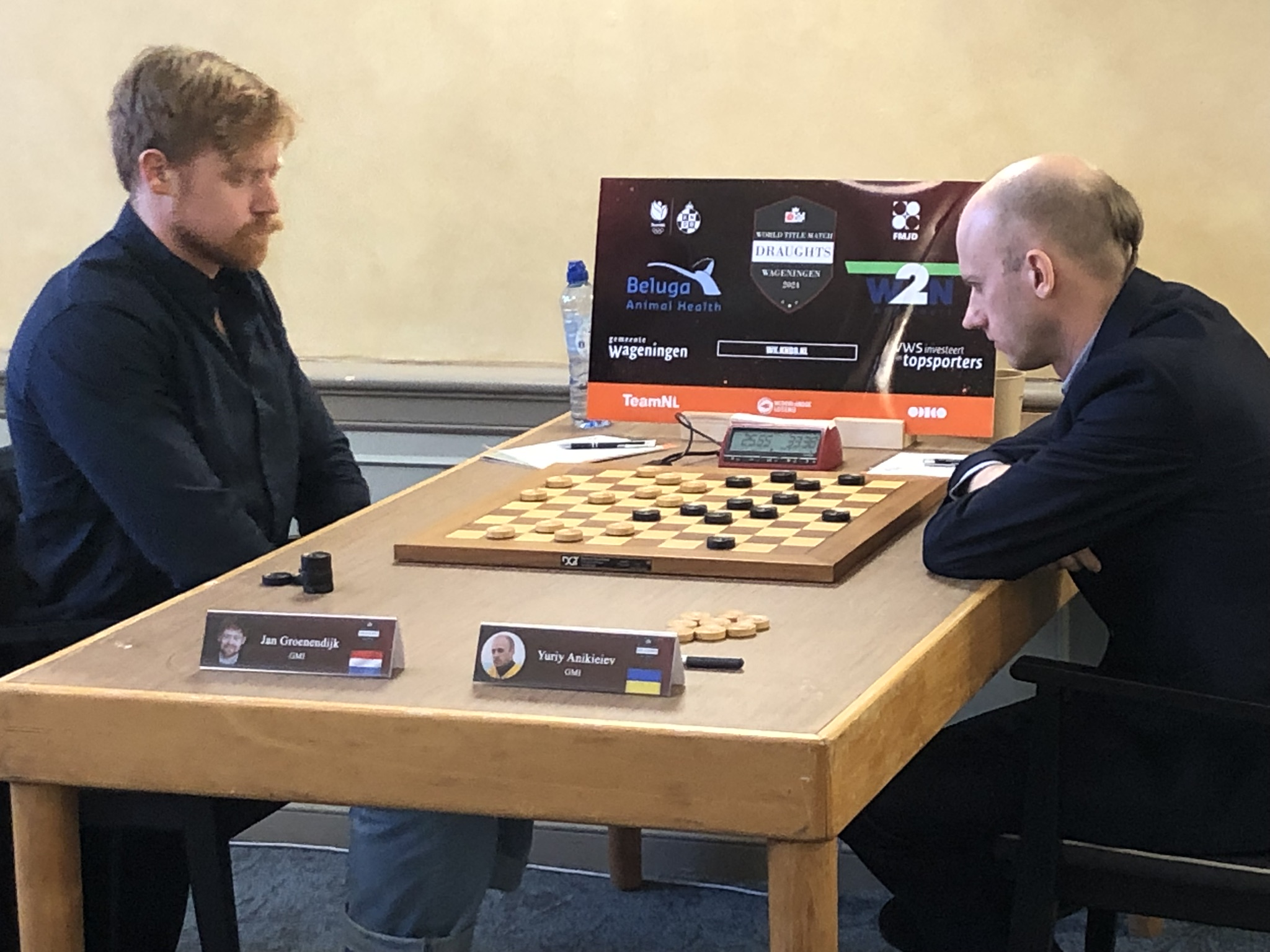
Jan Groenendijk et Youri Anikeev.

## Programmes informatiques

### Jeu de dames international
Les premiers programmes de jeu de dames sur 100 cases furent écrits dans le milieu des années 1970. Le premier tournoi entre programmes eut lieu en 1987. En 1993, le programme Truus était classé au 40e rang mondial.
Deux matchs officiels humain-machine ont été organisés entre le grand-maître international sénégalais N'Diaga Samb, onzième (puis huitième) joueur mondial, et le logiciel Buggy, développé par le champion de France 1999, Nicolas Guibert. Le premier affrontement, en août 2001, a vu une courte victoire de l'homme sur la machine, mais en mars 2003, Buggy remporte le match revanche avec trois victoires et trois parties nulles.
Le 14 avril 2012, Alexander Schwarzman, champion du monde 1998, 2007 et 2009, sort vainqueur d'un match contre le programme Maximus, du Néerlandais Jan Jaap van Horssen, qui venait de gagner l'Olympiade sportive de la pensée informatique 2011. Schwarzman gagne une des six parties du match et annule les cinq autres. Maximus utilisait une base de fin de partie à six pièces et moins, contenant 28 milliards de positions. L'ordinateur était un Intel core i7-3930K à 3,2 GHz, six cœurs avec hyperthreading et 32 gigabytes de mémoire. Sa profondeur de recherche était de 24,5 ply. Chaque seconde la machine évaluait 23 357 000 positions et elle calculait en moyenne près de quatre minutes par coup,.
Parallèlement à l'amélioration des logiciels de jeu de dames, des travaux visent à déterminer l'issue, gagnante, nulle ou perdante, des positions possibles des pièces sur le damier. En 2010, la base de données de toutes les positions à neuf pièces et moins, propres aux fins de partie, a été construite. La résolution complète du jeu de dames international (le jeu à 100 cases), c'est-à-dire le fait de connaître l'issue de toutes les positions possibles n'est, comme aux échecs, pas encore à portée de la technologie.

#### Liste des meilleurs programmes
- Scan du Français Fabien Letouzey, équipant la plateforme de jeu en ligne Lidraughts[28].
- Sjende Blyn du Néerlandais Jelle Wiersma
- KingsRow de l'Américain Edgar Gilbert
- Dragon Draughts du Néerlandais Michel Grimminck
- Damage du Néerlandais Bert Tuyt
- Damy du Français Gérard Taille
- Maximus du Néerlandais Jan Jaap van Horssen
- Truus du Néerlandais Stef Keetman
- Flits du Néerlandais Adri Vermeulen
- Moby Dam du Néerlandais Harm Jetten

### Jeu de dames anglaises

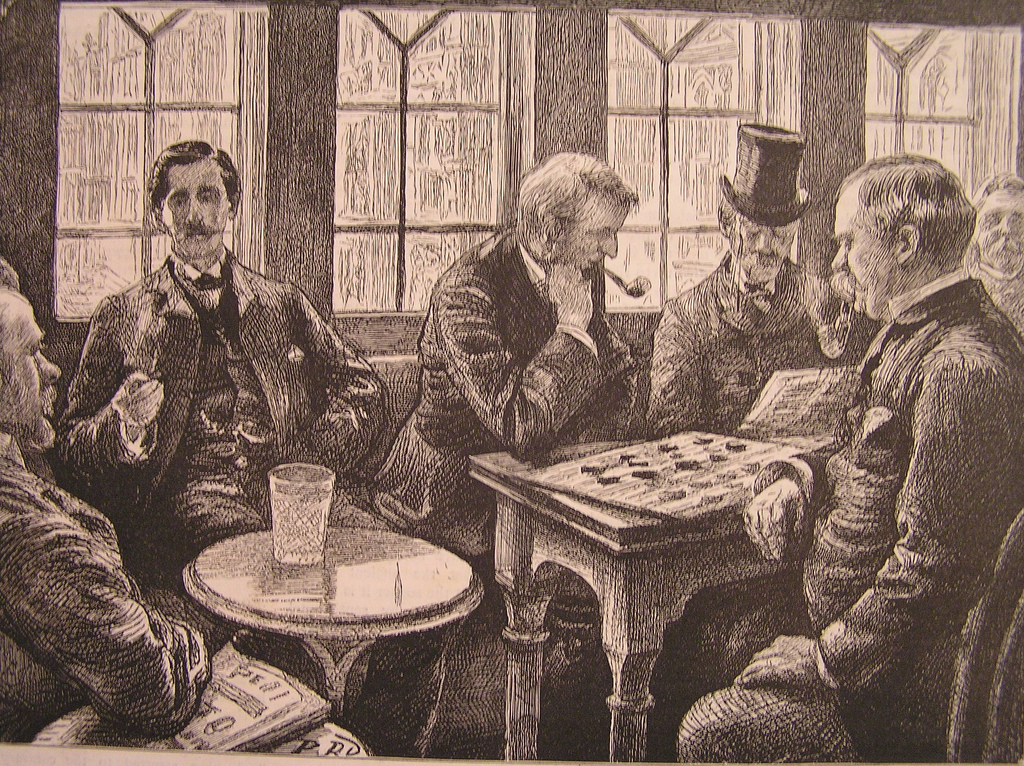
Club anglais au XIXe siècle.

Cette version, appelée « checkers », jouée sur 64 cases et dans laquelle la dame ne fait pas de déplacement long, a permis davantage d'avancées. Dès l'année 1951, le programme de dames de Christopher Strachey fonctionne sur un ordinateur Turing-complet. Il est suivi en 1952 par le programme de dames d'Arthur Samuel. Le 19 avril 1958, IBM France dévoile son partenaire électronique sur l'IBM 704. Une bande magnétique est utilisée pour enregistrer l'évaluation de la position courante et de celles possibles au coup suivant.
Chinook, programme de l'université d'Alberta, perdit en 1992 contre le champion du monde en titre Marion Tinsley. Une nouvelle confrontation était prévue en 1994 mais n'a pu être achevée pour des raisons de santé du joueur humain. Depuis, aucun autre humain n'a pu battre le logiciel. En 2007, l'amélioration du programme permet de prouver qu'un jeu « parfait » des deux côtés conduit obligatoirement à une partie nulle. Le jeu de dames anglaises est d'ailleurs le jeu le plus complexe à avoir été résolu jusqu'à présent.

## Dans les arts

### Dans la littérature
Edgar Allan Poe les fait décrire par Auguste Dupin comme le roi des jeux dans la nouvelle Double Assassinat dans la rue Morgue, ou le jeu de dames est comparé et valorisé par rapport au jeu d'échecs.

### Au cinéma
En 1987, dans une scène du film Le Cri du hibou de Claude Chabrol, le personnage principal joue aux dames avec son médecin. Le héros est victime d'une combinaison en huit temps et perd la partie, à l'image de sa vie dont il a perdu le contrôle.

### Dans la peinture
Au XVIIe siècle, des peintres italiens comme Angelo Caroselli ou Mattia Preti attestent de la popularité du jeu. En France, Michel-Barthélemy Ollivier a peint vers 1765 La partie de dames témoignant déjà du jeu sur cent cases au sein de l'aristocratie. Louis-Léopold Boilly dans Jeu de dames en 1803, puis vers 1824 dans L'intérieur d'un café, dit aussi La partie de dames au café Lamblin au Palais-Royal montre sa pratique au sein de la famille et de cercle d'habitués.
L'implication des joueurs est source d'inspiration chez Honoré Daumier avec Jeu de Dames, peint entre 1858 et 1863 et chez Édouard Vuillard avec La Partie de Dames en 1899.
Henri Matisse peint en 1911 ses fils jouant aux dames dans La Famille du peintre ainsi que ses frères dans Pianiste et joueurs de dames en 1924.

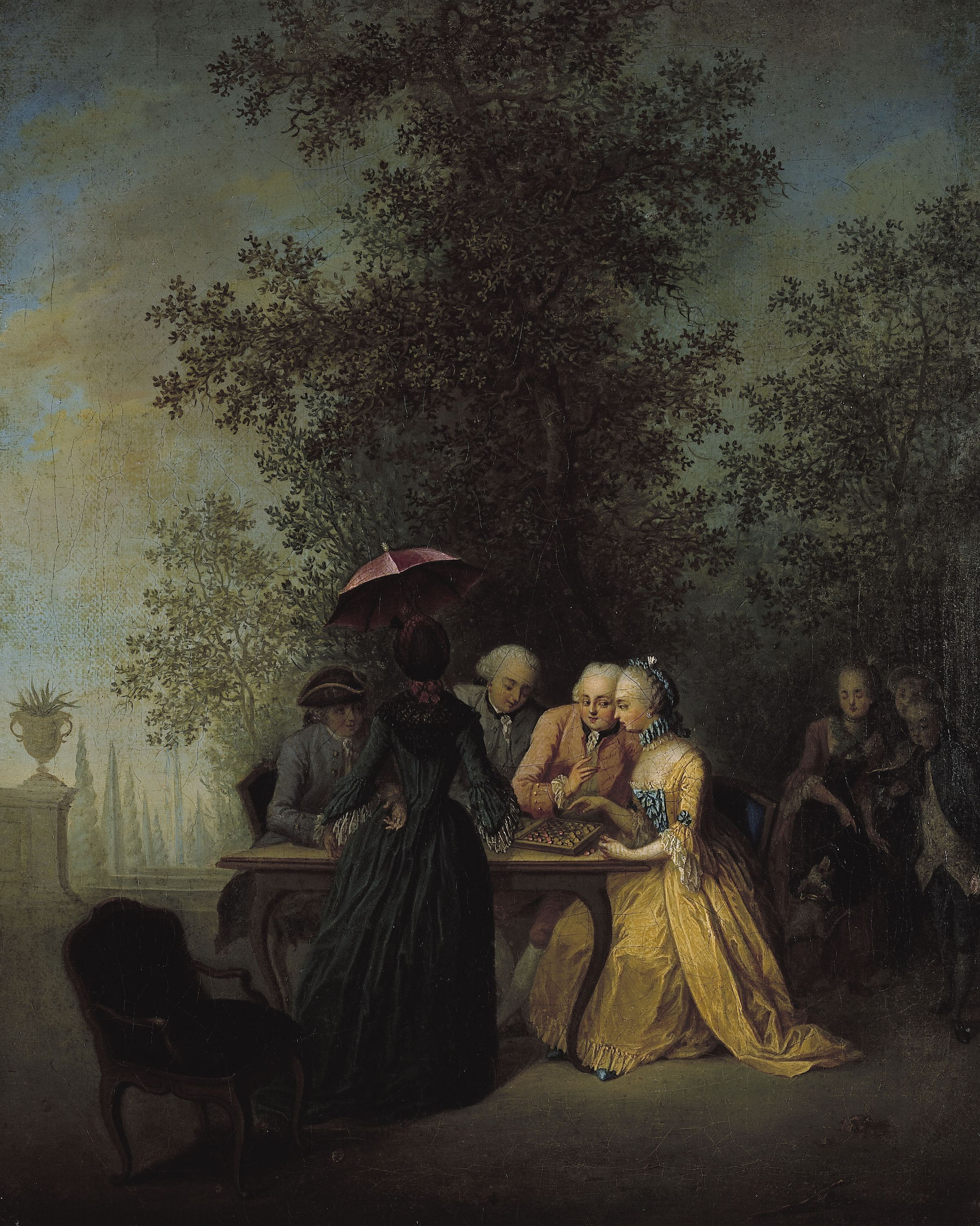
La Partie de dames, vers 1765, Michel-Barthélemy Ollivier, musée Cognacq-Jay.
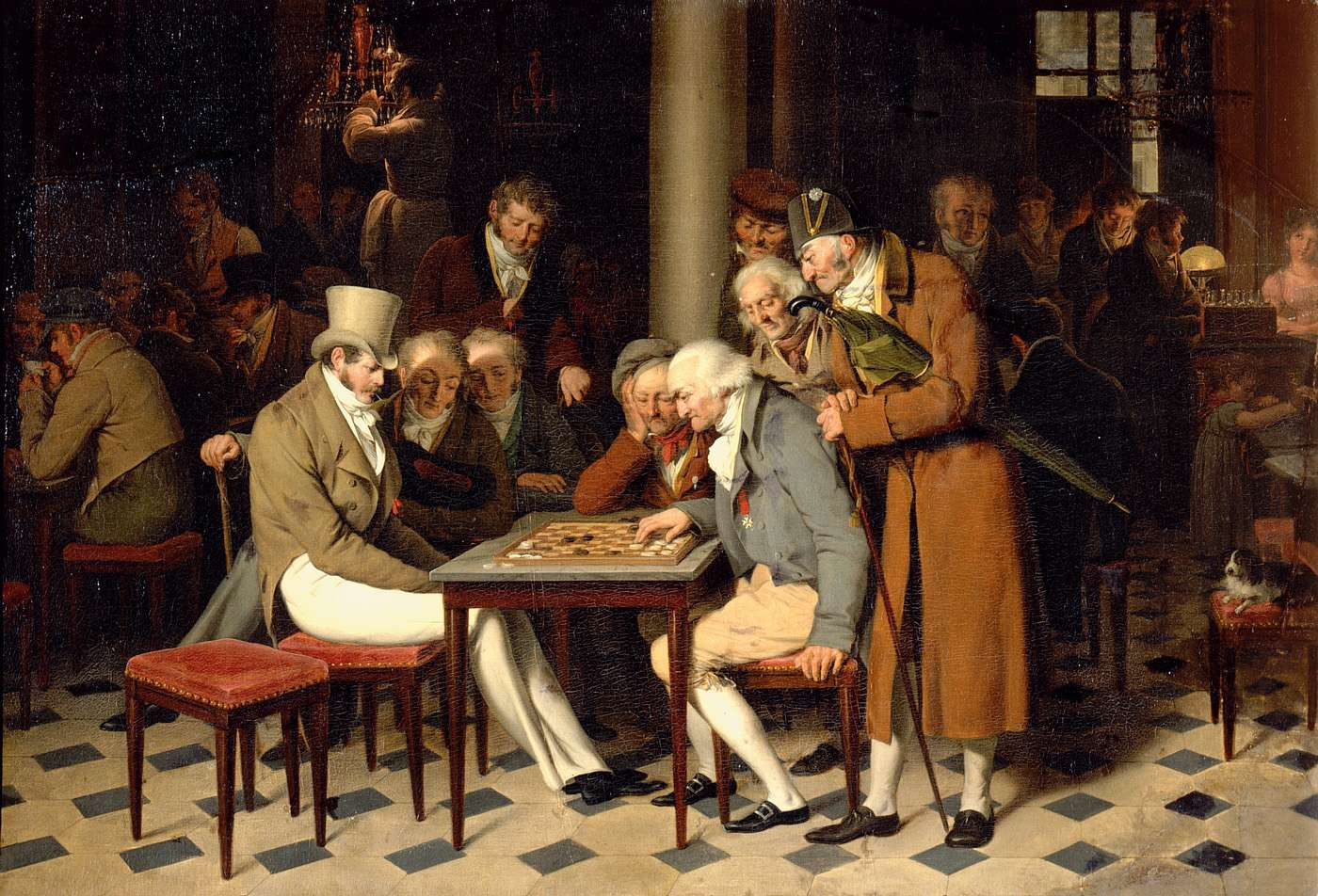
La Partie de dames au café Lamblin au Palais Royal, 1803, Louis-Léopold Boilly.
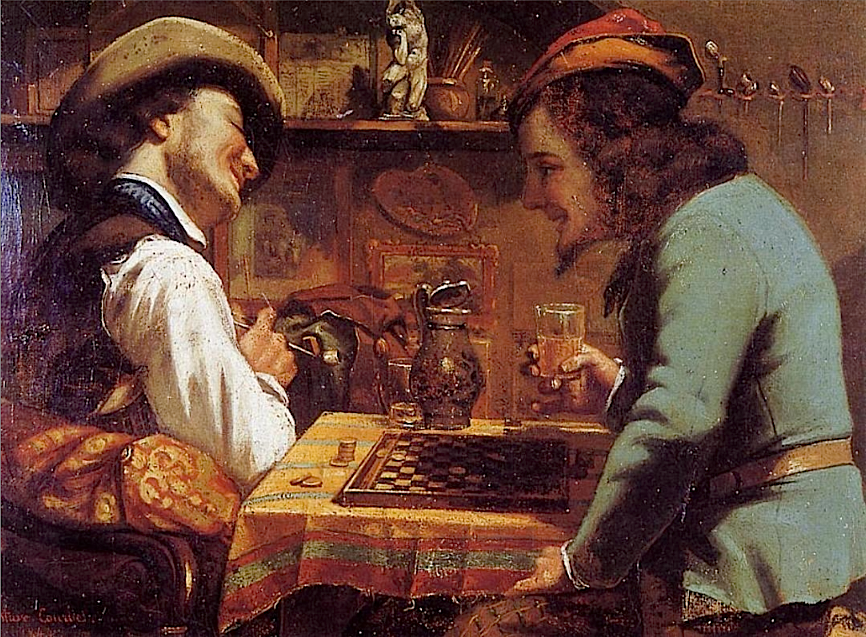
Les Joueurs de dames, 1844, Gustave Courbet.
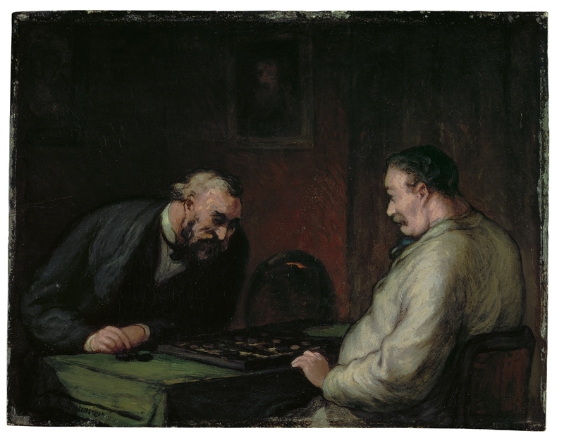
Jeu de dames, 1858-1863, Honoré Daumier.
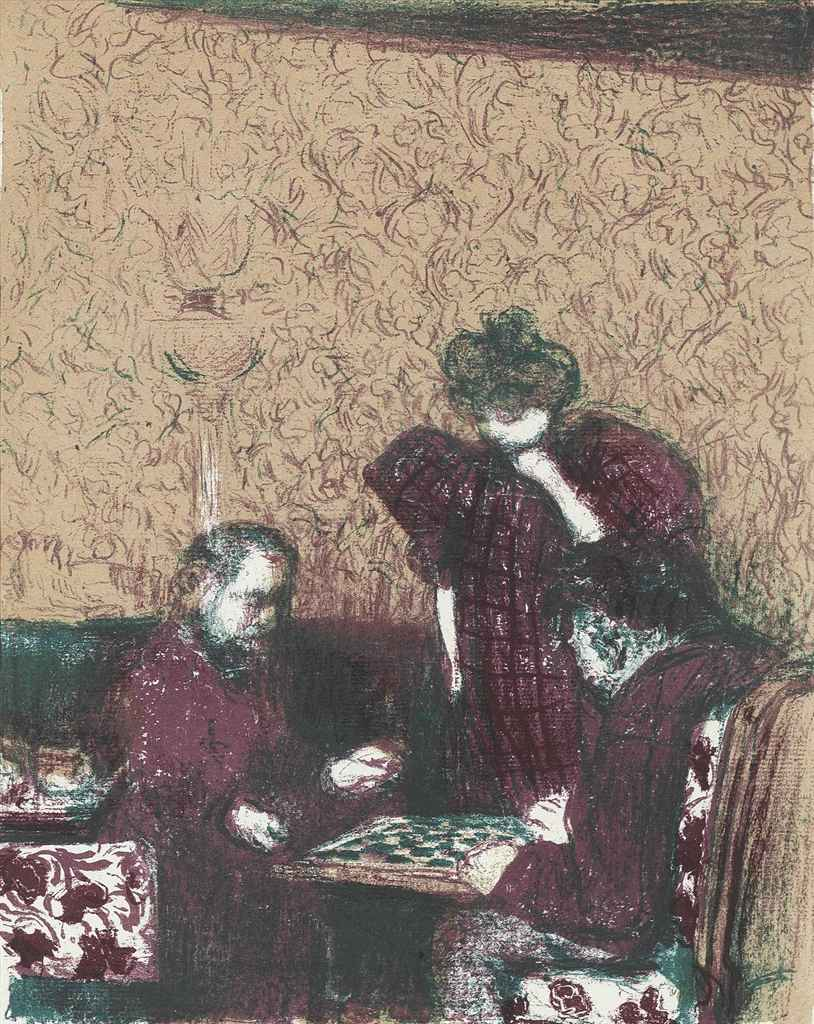
La Partie de dames, 1899, Édouard Vuillard.

## Symboles
En Unicode, les symboles sont :
- U+26C0 ⛀ white draughts man (HTML : &#9920;)
- U+26C1 ⛁ white draughts king (HTML : &#9921;)
- U+26C2 ⛂ black draughts man (HTML : &#9922;)
- U+26C3 ⛃ black draughts king (HTML : &#9923;)